# Coorong National Park
Coorong National Park är en park i Australien. Den ligger i kommunen The Coorong och delstaten South Australia, omkring 140 kilometer sydost om delstatshuvudstaden Adelaide.
Trakten runt Coorong National Park är nära nog obefolkad, med mindre än två invånare per kvadratkilometer.. 
Trakten runt Coorong National Park består i huvudsak av gräsmarker. Genomsnittlig årsnederbörd är 536 millimeter. Den regnigaste månaden är juli, med i genomsnitt 91 mm nederbörd, och den torraste är december, med 15 mm nederbörd.